# Grad Hrvatska Kostajnica
Grad Hrvatska Kostajnica är en stad i Kroatien.   Den ligger i länet Moslavina, i den östra delen av landet, 80 km sydost om huvudstaden Zagreb.